# Punta Negra (Uruguay)
Pour les articles homonymes, voir Punta Negra.
Punta Negra est une péninsule et une station balnéaire de l'Uruguay située dans le département de Maldonado. Sa population est de 178 habitants.

## Population
| Année | Population |
| ----- | ---------- |
| 1963  | 69         |
| 1975  | 29         |
| 1985  | 11         |
| 1996  | 42         |
| 2004  | 50         |
| 2011  | 178        |

,